# سراي القبة
سراي القبة أحد شياخات القاهرة وتابعة لرئاسة حي الأميرية. وتعتبر سراي القبة من المناطق العريقة بالقاهرة نظراً لوجود عدة قصور قديمة وهامة وهي قصر القبة و قصر الطاهرة.

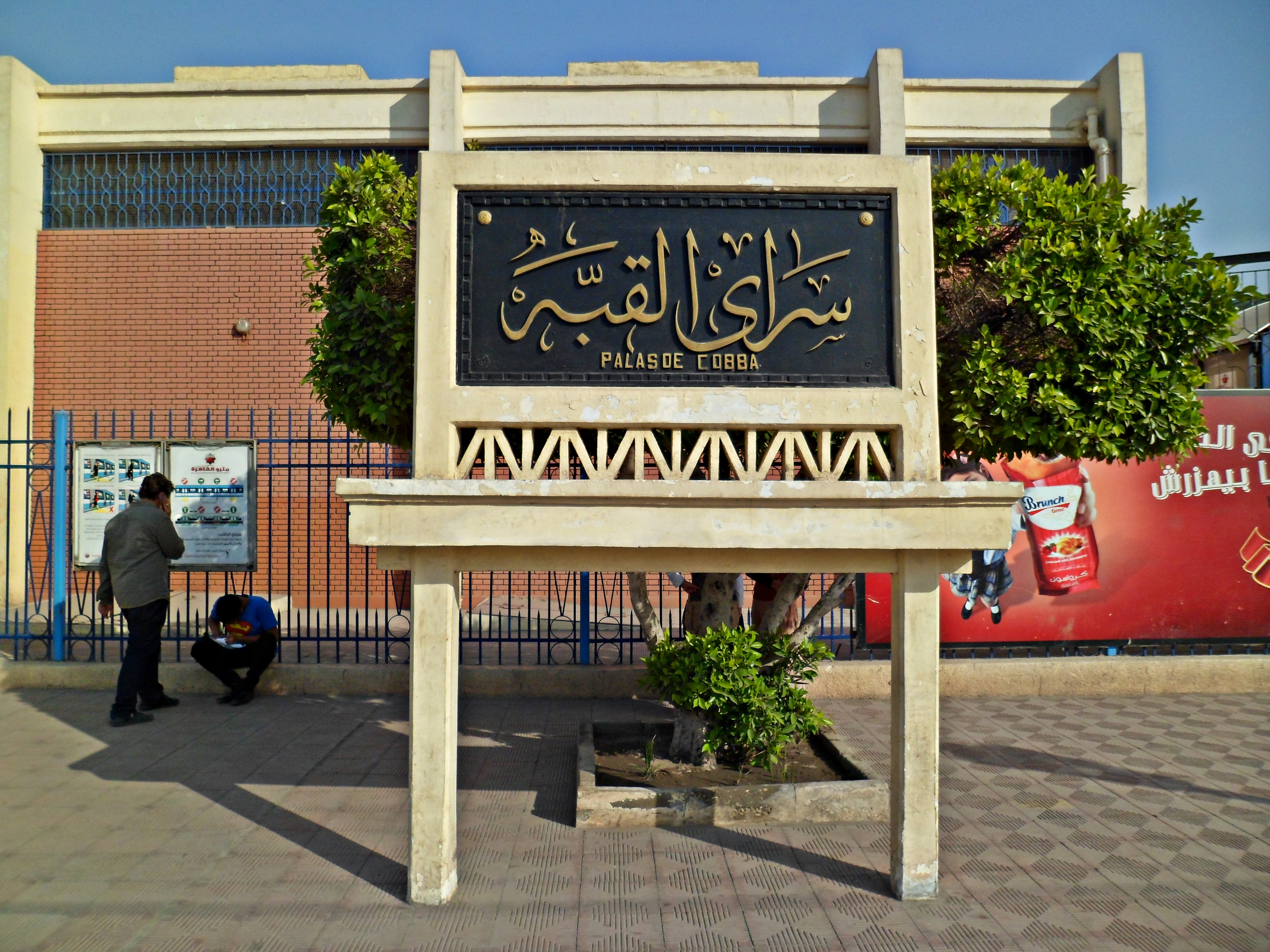
محطة سراي القبة على أحد خطوط مترو القاهرة Palais de Cobba

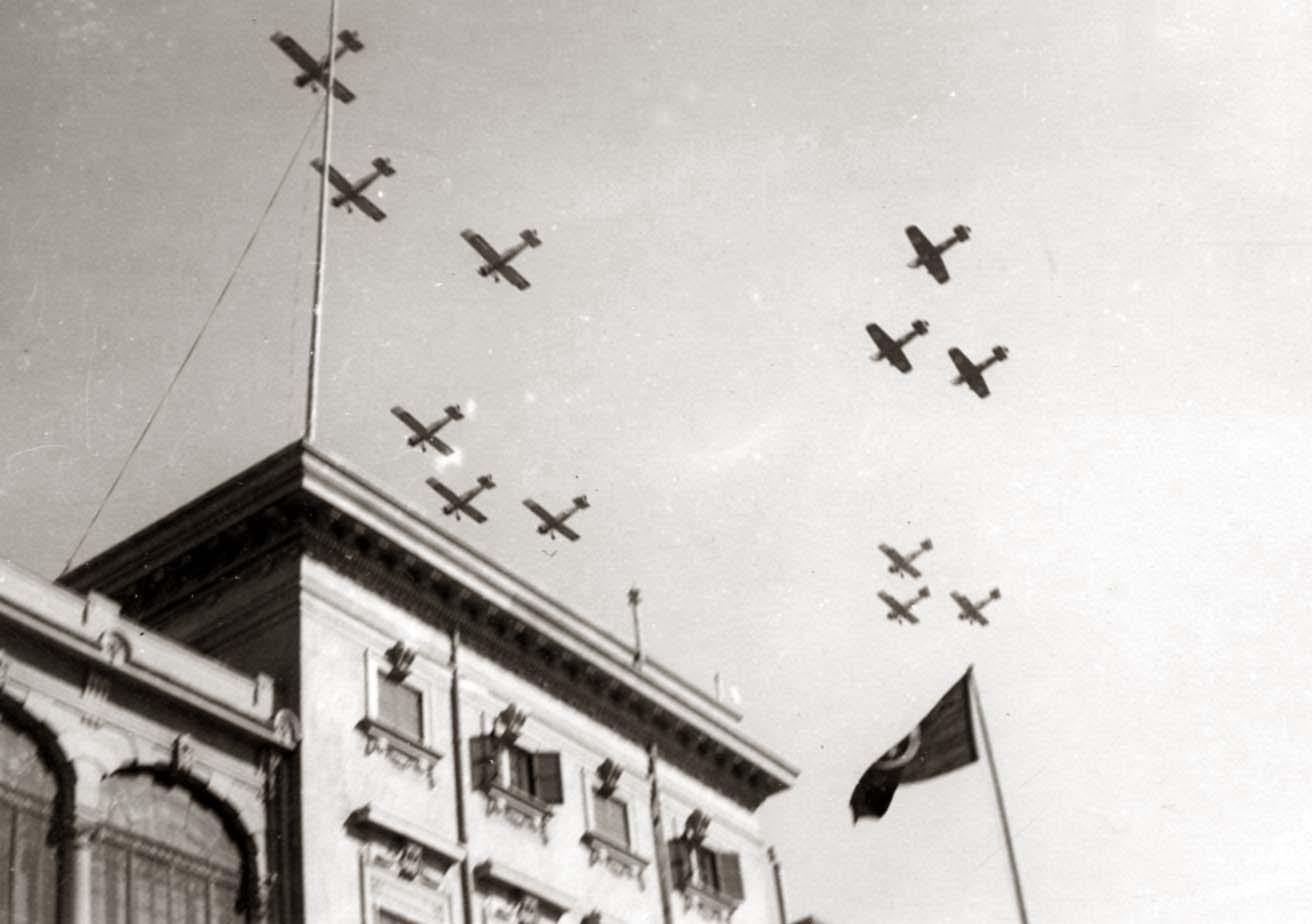
قصر القبة (السراي)